# Mostowka (Buriacja)
Mostowka (ros. Мостовка) – wieś w Rosji, w Buriacji, w rejonie pribajkalskim. W 2021 liczyła 784 mieszkańców.